# Holubinka jízlivá
Holubinka jízlivá (Russula sardonia, Fr. em. Rom.) je jedovatá houba z čeledi holubinkovitých.

## Synonyma
- Russula chrysodacryon Singer 1923
- Russula chrysodacryon f. viridis Singer 1932
- Russula chrysodacryon var. viridis (Singer) anon. ined.
- Russula drimeia f. viridis (Singer) Bon 1986
- Russula drimeia var. flavovirens Rea 1932
- Russula emeticiformis Murrill 1938

## Poddruhy
- Russula sardonia var. citrina Pers. 1796
- Russula sardonia var. mellina Melzer 1927
- Russula sardonia var. viridis (Singer) anon. ined.

## Výskyt
Holubinka jízlivá se nejčastěji vyskytuje na okraji borových lesů a upřednostňuje kyselé půdy. nalézt ji můžeme od července do listopadu.